# Маки (Вторая мировая война)
Маки́ (фр. Maquis) — французские партизаны, действовавшие во время Второй мировой войны преимущественно в сельской местности и боровшиеся против немецких оккупационных войск и коллаборационистских формирований режима Виши; часть движения Сопротивления во Франции.
Название маки происходит от местности, в которой начали действовать партизанские отряды, возвышенностей на юго-востоке Франции, покрытых труднопроходимым вечнозелёным кустарником — маквис.
Первоначально они состояли из молодых мужчин, бежавших в горы и леса, чтобы избежать призыва вишистским режимом в трудовые отряды, отправляемые на принудительные работы в Германию. Чтобы избежать захвата и депортации в Германию, они все больше организовывались в группы активного сопротивления, которые через какое-то время становились более организованными и стали подчиняться различным организациям французского Сопротивления. Наибольшая часть маки находилась в подчинении созданной Французской коммунистической партией организации Фран-тирёры и партизаны.
Осенью 1943 года в отрядах маки насчитывалось от 25 000 до 40 000 членов, а в июне 1944 — около 100 000.

## Политический состав
У маки было много разных подгрупп со своими целями и политической принадлежностью, «различные компоненты были совершенно независимыми, члены которых были верны своим лидерам и политическим силам, стоявшим за ними»: от националистов, либералов до социалистов, коммунистов и анархистов. Некоторые группы маки, действовавшие на юго-западе Франции, состояли исключительно из ветеранов гражданской войны в Испании, придерживавшихся левых и ультралевых взглядов. Коммунистические группы маки использовали более активную партизанскую тактику в борьбе с нацистами, в то время как группы, связанные с де Голлем, дождались подходящего момента для выступления, связанного с высадкой союзников на территорию Франции. Таким образом, некоторые маки присоединились к коммунистическим группам просто для того, чтобы стать частью более активного движения сопротивления, а не из-за своих политических взглядов.

## Вооружение и снаряжение
В начальный период в распоряжении маки оказалось некоторое количество оружия французской армии, собранного на местах боёв и спрятанного. Также маки использовали трофейное оружие немецкого и французского производства, захваченное у оккупантов и коллаборационистов, а также поставляемого союзниками (особенно автоматического).
Часть формы (включая характерные береты) и снаряжения попала к партизанам из легально существовавших при режиме Виши «трудовых лагерей французской молодёжи», чьи воспитатели нередко сотрудничали с Сопротивлением.

## Помощь союзников
Британское Управление специальных операций (SOE) помогало маки, которые были связаны со Свободной Францией, вооружением и снаряжением, а также агентами, но эта помощь не распространялась на группы коммунистических маки. Американское Управление стратегических служб (OSS) с 1943 года также начало направлять своих агентов во Францию в сотрудничестве с британским SOE и французскими агентами BCRA в рамках операции «Джедбург».

## Операции
Большинство макизаров действовало в горных и лесных районах Бретани и южной Франции, особенно в Альпах и Лимузене, и носили название той местности, в которой они действовали (например, макизары Лимузена или макизары Веро). Размеры этих отрядов могли колебаться от нескольких десятков до нескольких тысяч. Они применяли партизанскую тактику борьбы против французской милиции вишистского режима и германских оккупационных войск. Маки также помогали укрыться или бежать сбитым английским лётчикам, евреям и всем, кого преследовали нацисты и вишисты. Макизары обычно полагались на сотрудничество с местным населением или хотя бы на его сочувствие. В марте 1944 года немецкая армия начала кампанию террора по всей Франции, которая включала в себя репрессии в отношении гражданских лиц, проживавших в районах, где Французское Сопротивление было активным. Захваченные макизары подвергались пыткам, смертной казни или отправке в концентрационные лагеря, где лишь немногие из них выжили.
Одними из самых активных и известных были отряды маки в департаменте Эн (Анри Романс-Пти), на плато Глиер (Том Морель), Веркоре (Франсуа Юэ), Мон-Муше (Эмиль Кулодон), Лимузене (Жорж Генгуэн), Морбиане (Сен-Марсель).

## Участие в Нормандской операции
По мере приближения высадки в Нормандии и особенно после высадки в Провансе 15 августа маки, численность которых по этому случаю значительно увеличилась, начали партизанские операции, чтобы замедлить передвижения немецкой армии и неоднократно взрывали железнодорожные пути и нападали на поезда, перевозившие немецких солдат и технику к побережью Атлантического океана.
Благодаря зашифрованным сообщениям, передаваемым по BBC, каждая группа маки была уведомлена о готовящемся дне «Д», слушая бессмысленные на первый взгляд сообщения, вроде «ворон будет утром петь три раза» или любого другого сообщения, по предварительной договорённости передаваемого несколько раз в британском эфире. Во время высадки в Нормандии маки и другие группы сопротивления сыграли значительную роль, задержав прибытие немецких подкреплений.
Когда союзные войска продвинулись по территории Франции, маки в массовом порядке участвовали в боях против войск оккупантов. Некоторые группы макизаров отличались большой жестокостью и не брали пленных, поэтому немцы обычно предпочитали сдаваться солдатам союзников, а не маки.
Французские партизаны своими силами освободили большую часть территории южной Франции. Итогом действий маки стало победоносное Парижское восстание 1944 года.
Когда после освобождения Парижа Шарль де Голль приказал распуститься отрядам Сопротивления, многие макизары вступили в новую французскую армию и участвовали в боях до победы.